# مردگان (فیلم ۲۰۱۰)
«مرگ» (انگلیسی: The Dead (2010 film)) فیلمی در ژانر ترسناک است که در سال ۲۰۱۰ منتشر شد.